# Edrisa Lubega
Edrisa Lubega (Kasese, 17 aprile 1998) è un calciatore ugandese, attaccante del Příbram B e della nazionale ugandese.

## Carriera

### Club
Ha debuttato nel 2015 con il Proline, nella seconda serie ugandese. Il 31 gennaio 2017 viene ceduto in prestito per 18 mesi al Floridsdorfer. Rientrato al Proline, il 18 luglio 2018 viene ceduto in prestito con diritto di riscatto al Ried.

### Nazionale
Ha esordito in nazionale il 27 gennaio 2016 in Uganda-Zimbabwe (1-1), gara in cui è subentrato a Erisa Sekisambu al minuto 79 e in cui ha fornito l'assist a Geoffrey Sserunkuma per il gol del definitivo 1-1.

## Statistiche

### Cronologia presenze e reti in nazionale
| Cronologia completa delle presenze e delle reti in nazionale ― Uganda | Cronologia completa delle presenze e delle reti in nazionale ― Uganda | Cronologia completa delle presenze e delle reti in nazionale ― Uganda | Cronologia completa delle presenze e delle reti in nazionale ― Uganda | Cronologia completa delle presenze e delle reti in nazionale ― Uganda | Cronologia completa delle presenze e delle reti in nazionale ― Uganda | Cronologia completa delle presenze e delle reti in nazionale ― Uganda | Cronologia completa delle presenze e delle reti in nazionale ― Uganda |
| Data                                                                  | Città                                                                 | In casa                                                               | Risultato                                                             | Ospiti                                                                | Competizione                                                          | Reti                                                                  | Note                                                                  |
| --------------------------------------------------------------------- | --------------------------------------------------------------------- | --------------------------------------------------------------------- | --------------------------------------------------------------------- | --------------------------------------------------------------------- | --------------------------------------------------------------------- | --------------------------------------------------------------------- | --------------------------------------------------------------------- |
| 27-1-2016                                                             | Kigali                                                                | Uganda                                                                | 1 – 1                                                                 | Zimbabwe                                                              | Campionato delle Nazioni Africane 2016 - 1º turno                     | -                                                                     | 79’                                                                   |
| 31-5-2016                                                             | Harare                                                                | Zimbabwe                                                              | 2 – 0                                                                 | Uganda                                                                | Amichevole                                                            | -                                                                     | 62’                                                                   |
| 30-8-2016                                                             | Kampala                                                               | Uganda                                                                | 0 – 0                                                                 | Kenya                                                                 | Amichevole                                                            | -                                                                     | 68’                                                                   |
| 4-1-2017                                                              | Tunisi                                                                | Tunisia                                                               | 2 – 0                                                                 | Uganda                                                                | Amichevole                                                            | -                                                                     | 46’                                                                   |
| 4-10-2017                                                             | Kampala                                                               | Uganda                                                                | 1 – 2                                                                 | Madagascar                                                            | Amichevole                                                            | -                                                                     | 46’                                                                   |
| 2-6-2018                                                              | Niamey                                                                | Niger                                                                 | 2 – 1                                                                 | Uganda                                                                | Amichevole                                                            | -                                                                     | 71’                                                                   |
| 8-9-2018                                                              | Kampala                                                               | Uganda                                                                | 0 – 0                                                                 | Tanzania                                                              | Qual. Coppa d'Africa 2019                                             | -                                                                     | 88’                                                                   |
| 13-10-2018                                                            | Kampala                                                               | Uganda                                                                | 3 – 0                                                                 | Lesotho                                                               | Qual. Coppa d'Africa 2019                                             | -                                                                     | 71’                                                                   |
| 16-10-2018                                                            | Maseru                                                                | Lesotho                                                               | 0 – 2                                                                 | Uganda                                                                | Qual. Coppa d'Africa 2019                                             | -                                                                     | 88’                                                                   |
| 17-11-2018                                                            | Kampala                                                               | Uganda                                                                | 1 – 0                                                                 | Capo Verde                                                            | Qual. Coppa d'Africa 2019                                             | -                                                                     | 84’                                                                   |
| 24-3-2019                                                             | Dar es Salaam                                                         | Tanzania                                                              | 3 – 0                                                                 | Uganda                                                                | Qual. Coppa d'Africa 2019                                             | -                                                                     | 70’                                                                   |
| Totale                                                                |                                                                       | Presenze                                                              | 11                                                                    |                                                                       | Reti                                                                  | 0                                                                     |                                                                       |